# Підлісна вулиця (Київ)
Підлі́сна ву́лиця — вулиця у Святошинському районі міста Києва, місцевість Новобіличі. Пролягає від вулиці Академіка Булаховського до Олевської вулиці.
Прилучаються вулиці вулиці Генерала Наумова і Клавдіївська.

## Історія
Вулиця виникла в середині XX століття під назвою 406-а Нова. Сучасна назва — з 1953 року. У 1970-х роках була продовжена від вулиці Генерала Наумова до вулиці Академіка Булаховського.

## Установи
- Ново-Білицький психоневрологічний інтернат для чоловіків